# Bogolin
Bogolin (bulgariska: Боголин) är ett distrikt i Bulgarien.   Det ligger i kommunen Obsjtina Satovtja och regionen Blagoevgrad, i den sydvästra delen av landet, 140 km söder om huvudstaden Sofia.
Trakten runt Bogolin består i huvudsak av gräsmarker. Runt Bogolin är det ganska tätbefolkat, med 52 invånare per kvadratkilometer.